# Clinocera appalachia
Clinocera appalachia är en tvåvingeart som beskrevs av Sinclair 2008. Clinocera appalachia ingår i släktet Clinocera och familjen dansflugor. Inga underarter finns listade i Catalogue of Life.